# Elecciones a la Asamblea de Ceuta de 1999
Las elecciones a la Asamblea de Ceuta de 1999 se celebraron el 13 de junio. En ellas la candidatura vencedora la del Grupo Independiente Liberal (GIL), pero la presidencia recayó en Jesús Cayetano Fortes Ramos con el apoyo de PP, PDSC y PSOE. Sin embargo, en agosto de 1999, la diputada del PSOE Susana Bermúdez abandona el grupo parlamentario y apoya una moción de censura que lleva a la presidencia a Antonio Sampietro, del GIL. Más tarde, en febrero de 2001, otra moción de censura sale adelante con una diputada transfuga del GIL, y con el apoyo de ésta y de PP, PDSC y PSOE la presidencia recae en Juan Jesús Vivas (PP).
| ← Elecciones a la Asamblea de Ceuta de 1999 → |                                               |           |        |       |         |     |
| Presidente y gobierno | Partido                                       | Candidato | Votos  | %     | Escaños | +/- |
| - Alcalde-Presidente: Jesús Cayetano Fortes Ramos (PP) (junio de 1999-agosto de 1999) Antonio Sampietro (GIL) (agosto de 1999-febrero de 2001) Juan Jesús Vivas (PP) (febrero de 2001-2003) - Gobierno: PP (junio de 1999-agosto de 1999) GIL (agosto de 1999-febrero de 2001) PP (febrero de 2001-2003) - Censo: 54.609 - Votantes: 33.505 (61,4%) - Abstención: 21.104 (38,6%) - Válidos: 33.342 - A candidatura: 32.942 (98,8%) | Grupo Independiente Liberal (GIL)             |           | 12.721 | 38,62 | 12      | +12 |
| - Alcalde-Presidente: Jesús Cayetano Fortes Ramos (PP) (junio de 1999-agosto de 1999) Antonio Sampietro (GIL) (agosto de 1999-febrero de 2001) Juan Jesús Vivas (PP) (febrero de 2001-2003) - Gobierno: PP (junio de 1999-agosto de 1999) GIL (agosto de 1999-febrero de 2001) PP (febrero de 2001-2003) - Censo: 54.609 - Votantes: 33.505 (61,4%) - Abstención: 21.104 (38,6%) - Válidos: 33.342 - A candidatura: 32.942 (98,8%) | Partido Popular de Ceuta (PP)                 |           | 9.334  | 28,33 | 8       | -1  |
| - Alcalde-Presidente: Jesús Cayetano Fortes Ramos (PP) (junio de 1999-agosto de 1999) Antonio Sampietro (GIL) (agosto de 1999-febrero de 2001) Juan Jesús Vivas (PP) (febrero de 2001-2003) - Gobierno: PP (junio de 1999-agosto de 1999) GIL (agosto de 1999-febrero de 2001) PP (febrero de 2001-2003) - Censo: 54.609 - Votantes: 33.505 (61,4%) - Abstención: 21.104 (38,6%) - Válidos: 33.342 - A candidatura: 32.942 (98,8%) | Partido Democrático y Social de Ceuta (PDSC)  |           | 3.340  | 10,14 | 3       | +2  |
| - Alcalde-Presidente: Jesús Cayetano Fortes Ramos (PP) (junio de 1999-agosto de 1999) Antonio Sampietro (GIL) (agosto de 1999-febrero de 2001) Juan Jesús Vivas (PP) (febrero de 2001-2003) - Gobierno: PP (junio de 1999-agosto de 1999) GIL (agosto de 1999-febrero de 2001) PP (febrero de 2001-2003) - Censo: 54.609 - Votantes: 33.505 (61,4%) - Abstención: 21.104 (38,6%) - Válidos: 33.342 - A candidatura: 32.942 (98,8%) | Partido Socialista Obrero Español (PSOE)      |           | 2.481  | 7,53  | 2       | -1  |
| - Alcalde-Presidente: Jesús Cayetano Fortes Ramos (PP) (junio de 1999-agosto de 1999) Antonio Sampietro (GIL) (agosto de 1999-febrero de 2001) Juan Jesús Vivas (PP) (febrero de 2001-2003) - Gobierno: PP (junio de 1999-agosto de 1999) GIL (agosto de 1999-febrero de 2001) PP (febrero de 2001-2003) - Censo: 54.609 - Votantes: 33.505 (61,4%) - Abstención: 21.104 (38,6%) - Válidos: 33.342 - A candidatura: 32.942 (98,8%) | Partido Socialista del Pueblo de Ceuta (PSPC) |           | 1.467  | 4,45  | 0       | -2  |
| - Alcalde-Presidente: Jesús Cayetano Fortes Ramos (PP) (junio de 1999-agosto de 1999) Antonio Sampietro (GIL) (agosto de 1999-febrero de 2001) Juan Jesús Vivas (PP) (febrero de 2001-2003) - Gobierno: PP (junio de 1999-agosto de 1999) GIL (agosto de 1999-febrero de 2001) PP (febrero de 2001-2003) - Censo: 54.609 - Votantes: 33.505 (61,4%) - Abstención: 21.104 (38,6%) - Válidos: 33.342 - A candidatura: 32.942 (98,8%) | Izquierda Unida (IU)                          |           | 1.321  | 4,01  | 0       |     |
| - Alcalde-Presidente: Jesús Cayetano Fortes Ramos (PP) (junio de 1999-agosto de 1999) Antonio Sampietro (GIL) (agosto de 1999-febrero de 2001) Juan Jesús Vivas (PP) (febrero de 2001-2003) - Gobierno: PP (junio de 1999-agosto de 1999) GIL (agosto de 1999-febrero de 2001) PP (febrero de 2001-2003) - Censo: 54.609 - Votantes: 33.505 (61,4%) - Abstención: 21.104 (38,6%) - Válidos: 33.342 - A candidatura: 32.942 (98,8%) | Ceuta Unida (CEU)                             |           | 1.297  | 3,94  | 0       | -4  |
| - Alcalde-Presidente: Jesús Cayetano Fortes Ramos (PP) (junio de 1999-agosto de 1999) Antonio Sampietro (GIL) (agosto de 1999-febrero de 2001) Juan Jesús Vivas (PP) (febrero de 2001-2003) - Gobierno: PP (junio de 1999-agosto de 1999) GIL (agosto de 1999-febrero de 2001) PP (febrero de 2001-2003) - Censo: 54.609 - Votantes: 33.505 (61,4%) - Abstención: 21.104 (38,6%) - Válidos: 33.342 - A candidatura: 32.942 (98,8%) | Progreso y Futuro de Ceuta (PFC)              |           | 625    | 1,90  | 0       | -6  |
| - Alcalde-Presidente: Jesús Cayetano Fortes Ramos (PP) (junio de 1999-agosto de 1999) Antonio Sampietro (GIL) (agosto de 1999-febrero de 2001) Juan Jesús Vivas (PP) (febrero de 2001-2003) - Gobierno: PP (junio de 1999-agosto de 1999) GIL (agosto de 1999-febrero de 2001) PP (febrero de 2001-2003) - Censo: 54.609 - Votantes: 33.505 (61,4%) - Abstención: 21.104 (38,6%) - Válidos: 33.342 - A candidatura: 32.942 (98,8%) | Partido Ceutí (PC)                            |           | 356    | 1,08  | 0       |     |
| - Alcalde-Presidente: Jesús Cayetano Fortes Ramos (PP) (junio de 1999-agosto de 1999) Antonio Sampietro (GIL) (agosto de 1999-febrero de 2001) Juan Jesús Vivas (PP) (febrero de 2001-2003) - Gobierno: PP (junio de 1999-agosto de 1999) GIL (agosto de 1999-febrero de 2001) PP (febrero de 2001-2003) - Censo: 54.609 - Votantes: 33.505 (61,4%) - Abstención: 21.104 (38,6%) - Válidos: 33.342 - A candidatura: 32.942 (98,8%) | En blanco                                     |           | 400    | 1,2   | N/A     | N/A |
| - Alcalde-Presidente: Jesús Cayetano Fortes Ramos (PP) (junio de 1999-agosto de 1999) Antonio Sampietro (GIL) (agosto de 1999-febrero de 2001) Juan Jesús Vivas (PP) (febrero de 2001-2003) - Gobierno: PP (junio de 1999-agosto de 1999) GIL (agosto de 1999-febrero de 2001) PP (febrero de 2001-2003) - Censo: 54.609 - Votantes: 33.505 (61,4%) - Abstención: 21.104 (38,6%) - Válidos: 33.342 - A candidatura: 32.942 (98,8%) | Nulos                                         |           |        |       | N/A     | N/A |